# Волоф (народ)
Воло́ф (уоло́ф, варо-варо, джоло́ф, волоф. Wolof) — народ західно-атлантичної підгрупи нігеро-конголезької групи конго-кордофанської мовної сім'ї у Західній Африці, переважно у Сенегалі.

## Територія розселенняі чисельність
Волоф проживають на заході та північному заході Сенегалу — 2,62 млн осіб, разом з близькими лєбу — 0,1 млн осіб (1991 рік) або 36 % населення країни (1976 рік); також у Мавританії (від 10 до 120 тис. осіб), Гамбії (90 тис. осіб), Малі (10 тис. осіб) та інших країнах Гвінейської Затоки (Гвінея, Гвінея-Бісау). Складають провідний відсоток у масі африканських іммігрантів у Франції — 34,5 тис. осіб за даними журналу «Time» (1984).
Загальна чисельність — бл. 3 млн осіб; з огляду на поширеність мови волоф як мови міжетнічного спілкування — 7 млн осіб других мовців (1995 р.).

## Мова і релігія
Мова — волоф, писемна. Волоф — переважно міський народ. Грамотність сенегальських волоф — бл. 40 %.
Переважна більшість волоф — мусульмани-суніти; є також прибічники традиційних культів та католики (в містах).

## Історія
Як народ волоф сформувались у долині середньої течії річки Сенегал у результаті змішання різних етносів. Наприкінці ХІІ — середині XIV століть у волоф склалося ранньодержавне утворення Джолоф, яке в середині XVI століття розпалося на ряд менших.
Волоф чинили сильний опір французьким колонізаторам.

## Держава і соціальна структура
Традиційні заняття — ручне підсічно-вогневе землеробство (просо, бобові, бавовник; поширене городництво та садівництво). На початку XX століття продовольчі культури витіснені товарними, зокрема арахісом.
У волоф розвинуті ремесла — обробка металів, гончарство, ткацтво, чинбарство тощо.
Існував кастовий поділ.
Багата усна традиція, носіями якої є гевели.